# サスキア・ファン・オイレンブルフ

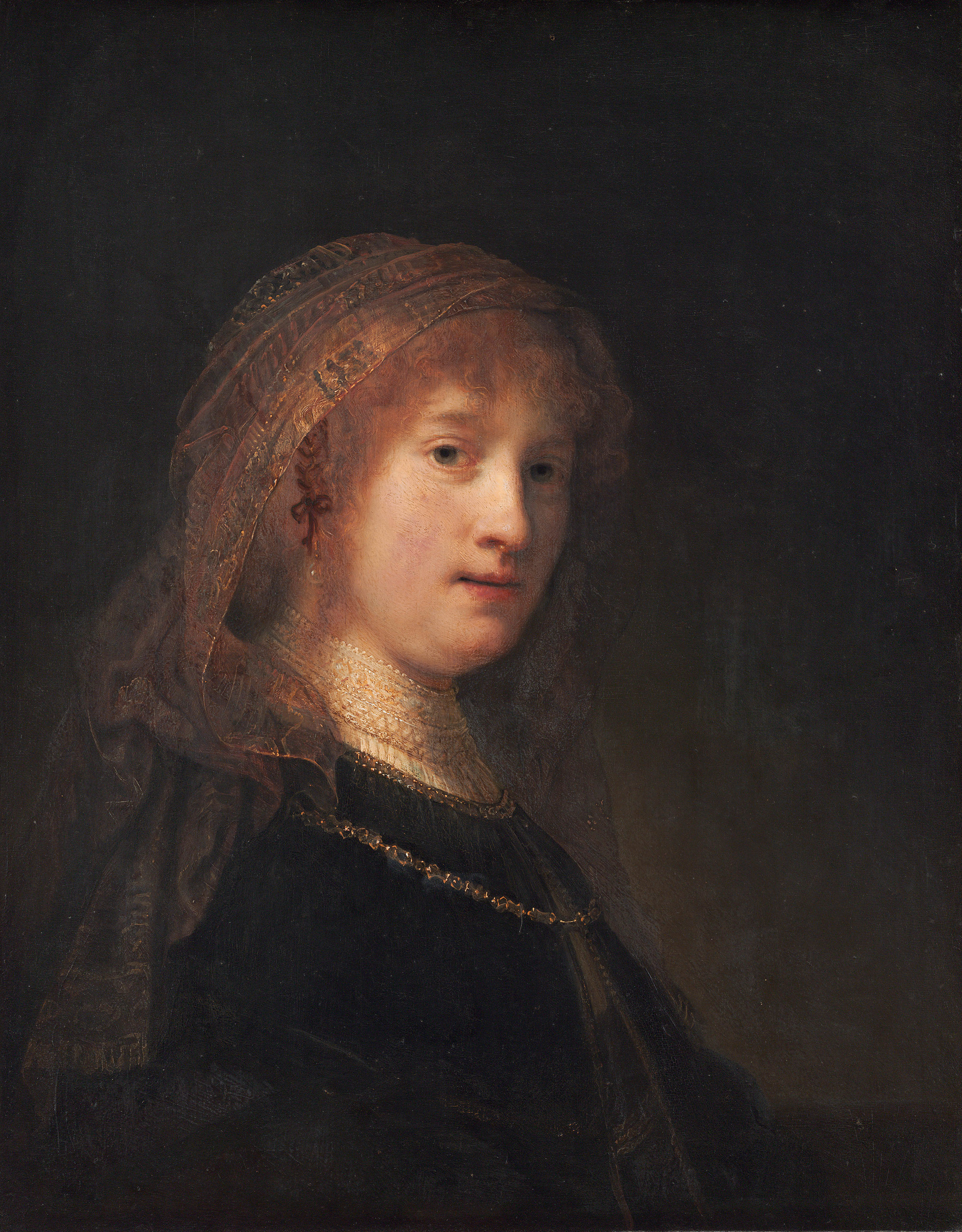
サスキア・ファン・オイレンブルフ（1634年頃、ワシントン・ナショナル・ギャラリー）

サスキア・ファン・オイレンブルフ（サスキア・ファン・アイレンブルフ、Saskia van Uylenburgh 1612年8月2日-1642年6月14日）は、オランダの画家レンブラント・ファン・レインの妻であった人物。フリースラントの都市レーワルデンに市長の娘として生まれ、ライデンの裕福な製粉業者出身のレンブラントに嫁いだ。彼女はレンブラントの絵画や素描多数のモデルとなった。

## 生涯

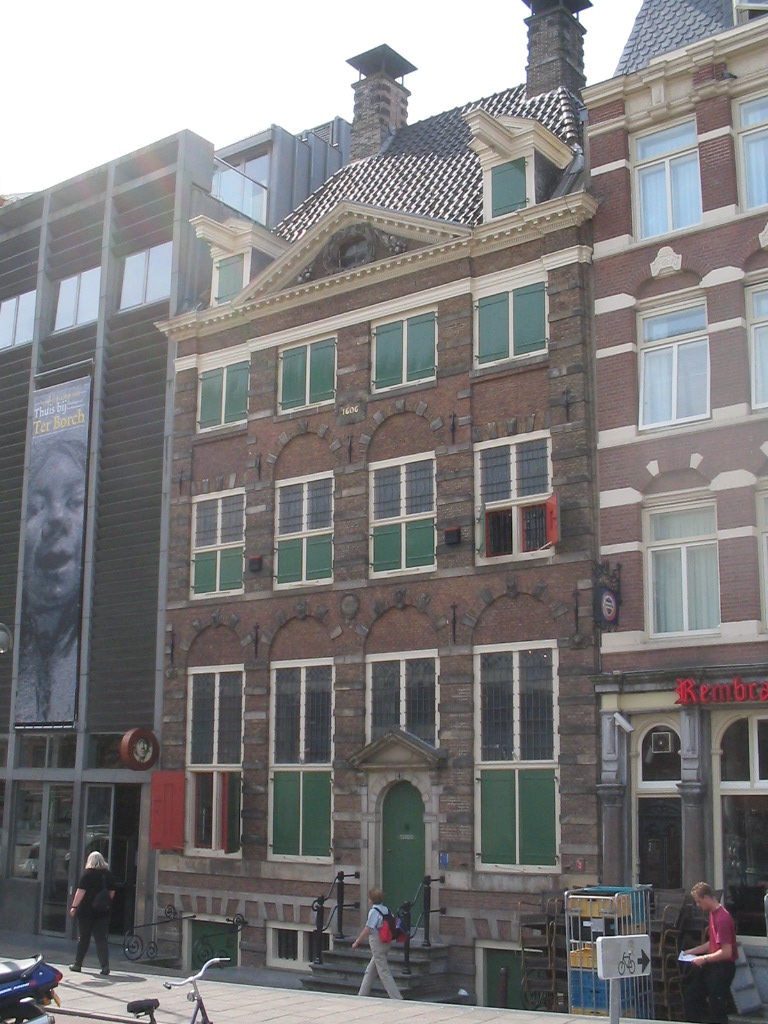
レンブラントハイス美術館（レンブラントとサスキアの家）

サスキアは1612年、現在のフリースラント州の都市レーワルデンで、法律家で市長、フラネケル大学の創設者の一人でもあったルンバルドゥス・ファン・オイレンブルフ（Rombertus van Uylenburgh）の八人兄弟の末娘として生まれた。サスキア（フリジア語での名前はおそらくSaakje）は母 Sjoukje Ozinga を亡くした5年後に父も亡くし、12歳で孤児となった。彼女は裕福だった両親から多くの遺産を継いでおり、フリースラントのヘット・ビルト（Het Bildt）の街で、姉 Hiskje とその夫で法律家と市の書記を務める Gerard van Loo に育てられた。しばらくの間はフラネケル大学のあるフリースラントのフラネケル（Franeker）の街で姉 Antje と暮らし、その死後は義理の兄で神学の教授を務めるポーランド人の Johannes Maccovius を手伝った。
1633年、21歳のサスキアは、画家・画商でおじにあたるヘンドリック・ファン・オイレンブルフ（ヘンドリック・アイレンブルフ、Hendrick van Uylenburgh）から当時26歳だった画家レンブラントを紹介された。ヘンドリックは1587年頃にレーワルデンで生まれ、両親とともにポーランドのクラクフに移住したが、1625年にアムステルダムに移住し画商を始め再洗礼派の一員となった。彼は知人となったレンブラントの絵を扱うようになり、1631年にはライデンからアムステルダムに移ったレンブラントを家に住まわせ、アムステルダムやデン・ハーフの市民やメノ派信徒の顧客にレンブラントの作品を売っていた。1633年6月8日にレンブラントとサスキアは婚約を交わし、この3日後に羊皮紙に描いたサスキアの肖像が残っている（ベルリン美術館版画素描収集室所蔵）。この年以後サスキアの肖像画が多数描かれるようになった。1634年6月22日に2人はヘット・ビルトで結婚し、しばらくの間はオイレンブルフの家で暮らした。
1635年からレンブラントは自らの工房で弟子を教え始めた。当時の有名な弟子には、ホーファールト・フリンク（Govert Flinck）、ヘルブラント・ファン・デン・エークハウト（Gerbrandt van den Eeckhout）、フェルディナント・ボル（Ferdinand Bol）らがいる。レンブラントは画業を通じて経済的成功を収め、1636年に夫妻はニューエ・ドゥーレンストラートに自分たちの家を買い引っ越した。1639年には13,000フルデンの大金を投じてアムステルダム市内のヨーデンブレーストラート（Jodenbreestraat）の立派な屋敷に引っ越した。この屋敷はユダヤ人地区に位置し近くには多くの画家や画商が住み、画商ヘンドリック・ファン・オイレンブルフの画廊も隣にあった。この屋敷は現在ではレンブラントハイス美術館（Museum het Rembrandthuis）となっている。しかし1638年7月16日付の文書では、フリースラントに住むサスキアの親類は、彼女が遺産を無駄遣いしていると不満を漏らしている。

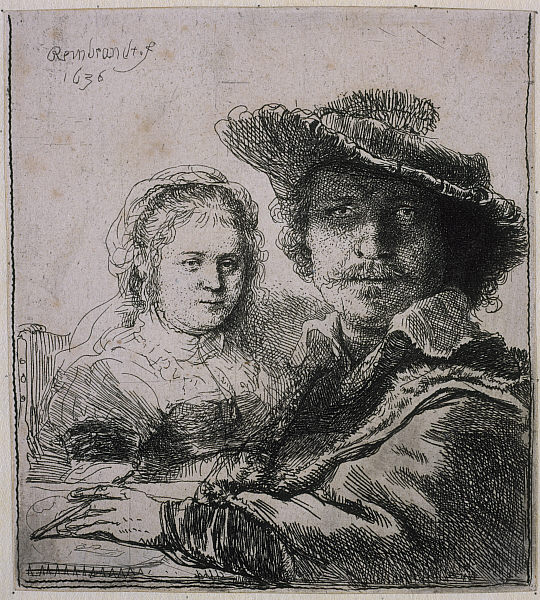
サスキアとレンブラント、エッチング、1636年

サスキアは4人の子供を生んだが、うち3人（1635年末に生まれた長男ルンバルドゥス、1638年に生まれた長女コルネリア、1640年に生まれた同名の二女コルネリア）は生後間もなく亡くなった。しかし1641年9月22日に息子が生まれ洗礼を受け、サスキアの姉妹ティティア・ファン・オイレンブルフ（Tietje、Titia van Uylenburgh）にちなんでティトゥスと名づけた。しかし翌年、サスキアは29歳で亡くなった。死因は結核といわれており、アムステルダム市内の「旧教会」（Oude Kerk）に埋葬された。サスキアは死の床で遺書を書いており、遺産相続人は8か月の息子ティトゥスとされ、レンブラントは再婚しない上でティトゥスが亡くならなければ彼女の遺産に手をつけてはならないとされた。

## 死後
レンブラントはサスキアの死後に息子ティトゥスの乳母として家に入ったヘールチェ・ディルクス（Geertje Dircx）にサスキアのものだった宝石類を与えており、こうした行為はオイレンブルフ家の親戚からは良く思われず、この時期にヘンドリック・ファン・オイレンブルフの画廊との契約も途絶えてしまった。数年立つとヘールチェはレンブラントとの結婚を望んだが、レンブラントは再婚に同意するとサスキアからの遺産が失われると懸念した。ヘールチェが家を出され、レンブラントからもらった宝石を売ろうとしたため、レンブラントは法廷に訴えて1650年に彼女をゴーダにある感化院に閉じ込めさせた。
息子ティトゥスと、1647年頃にレンブラントのメイドとして家に入った若い恋人ヘンドリッキェ・ストッフェルス（Hendrickje Stoffels）は晩年のレンブラントの生活を支えた。1660年、2人は画商を始め、破産したレンブラントを雇うという形を取った。レンブラントは彼らに雇われるという形を取ることで、債権者に煩わされずに絵を書くことに専念できた。しかしヘンドリッキェが没する前の1662年10月27日、金に困っていたレンブラントはヘンドリッキェの没後の埋葬資金をつくるために旧教会のサスキアの墓を売ってしまっている。

## ギャラリー

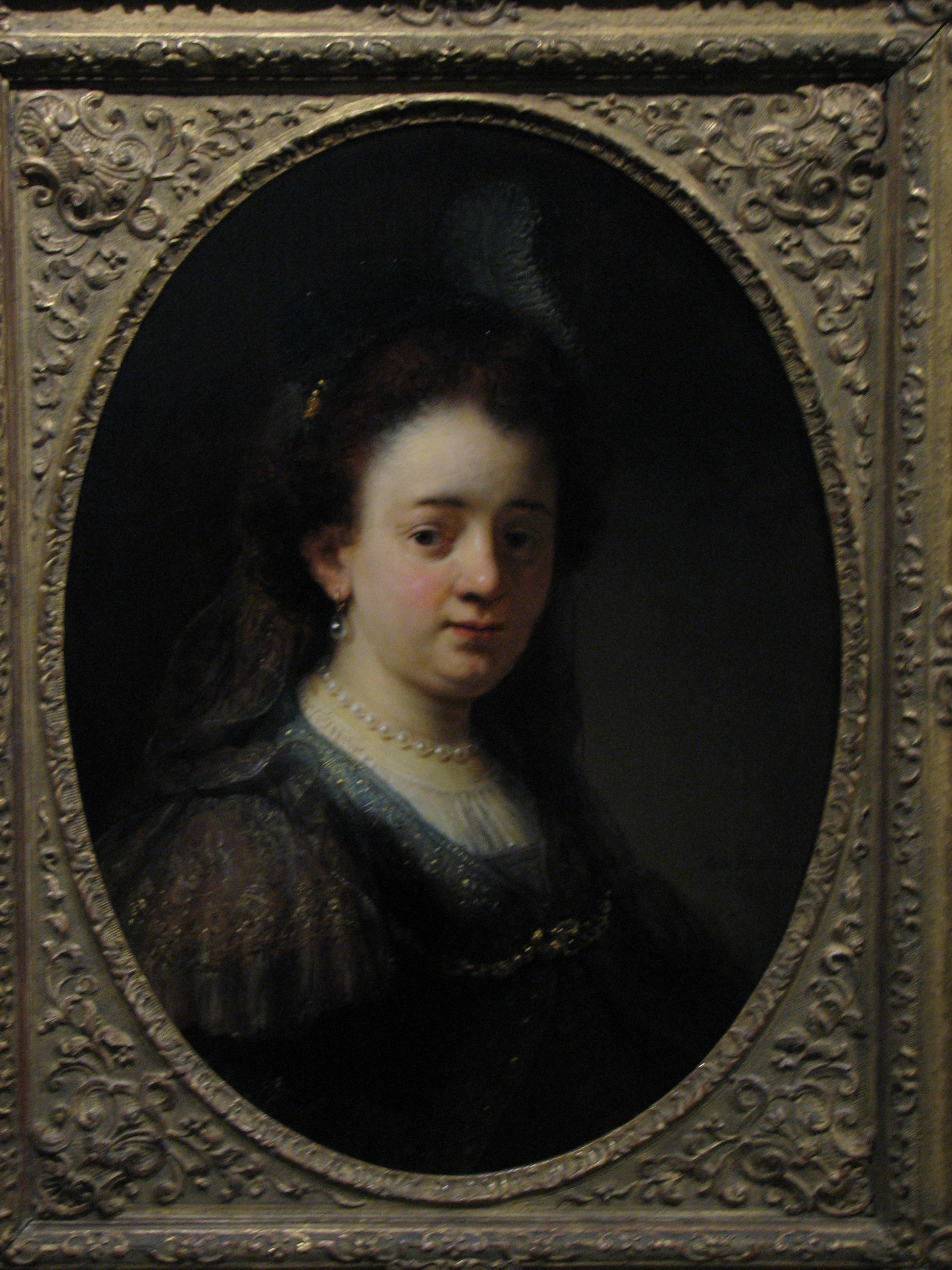
サスキアの肖像（レーワルデンのフリース美術館所蔵)
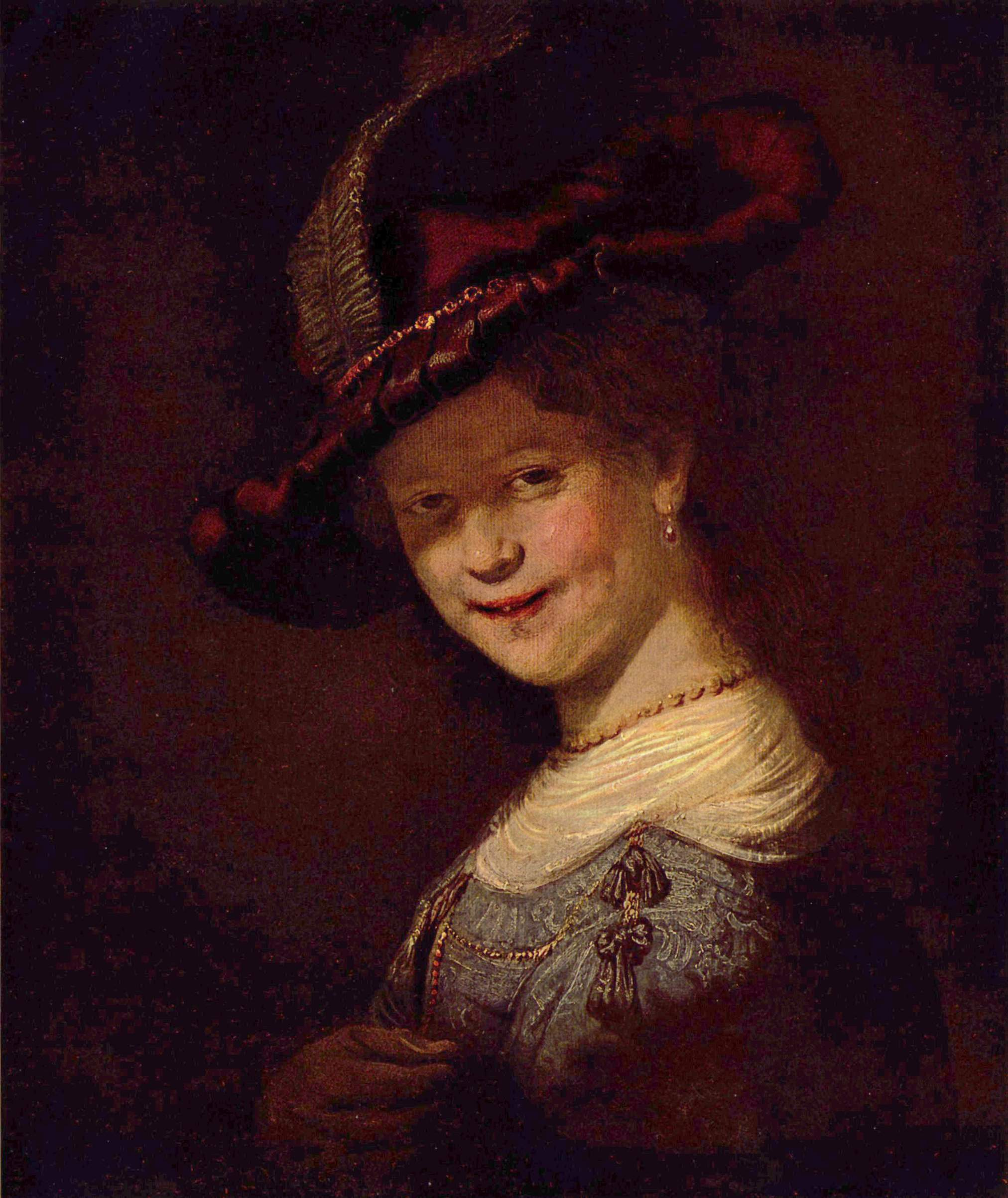
若きサスキアの肖像（1633年、ドレスデン国立古典絵画館所蔵)]
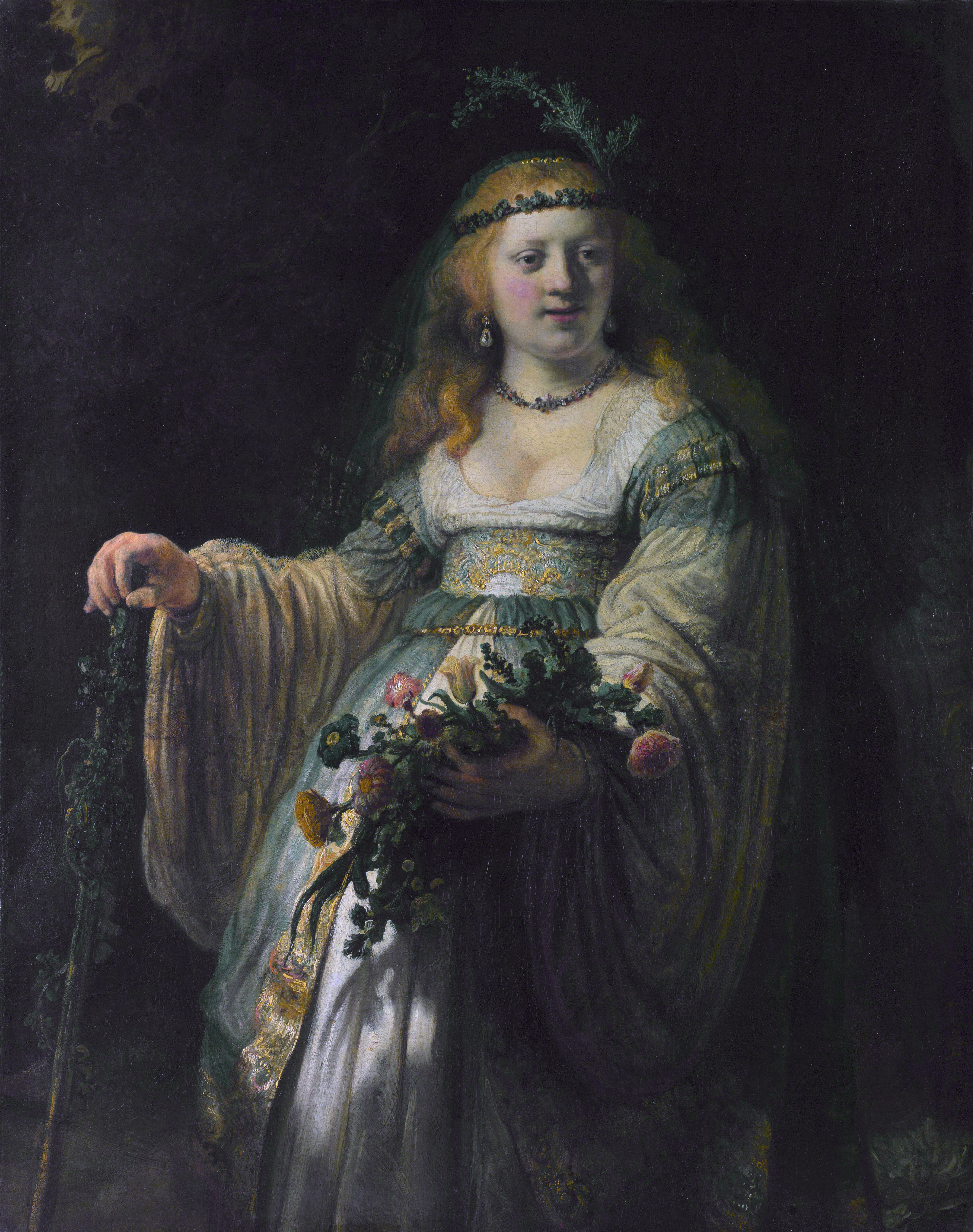
アルカディアの衣装を着たサスキア（1635年、ロンドン・ナショナルギャラリー所蔵)
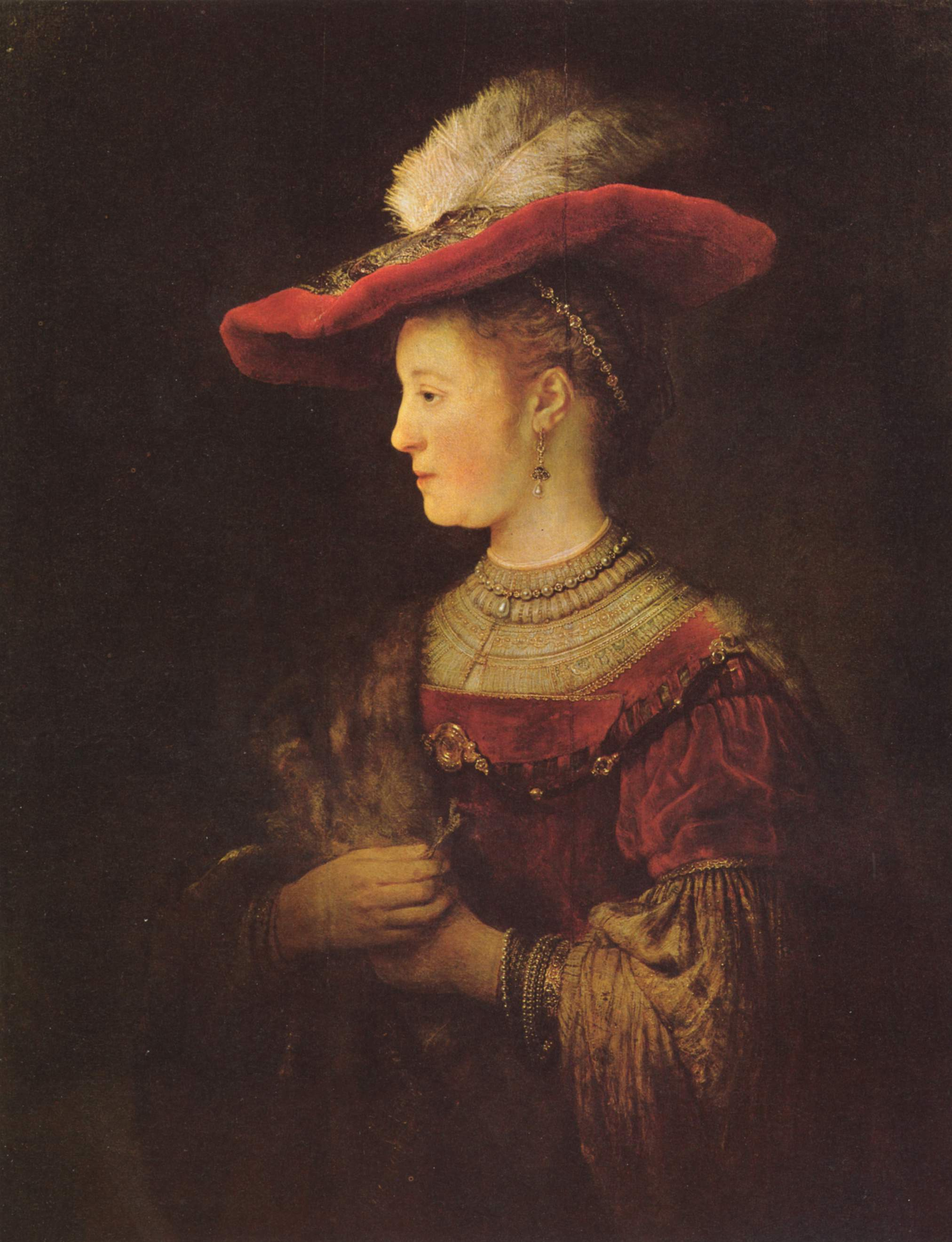
サスキア・ファン・オイレンブルフの肖像（1633年の婚約時から1642年の死去までの期間をかけて描かれた。カッセル古典絵画館（英語版）所蔵
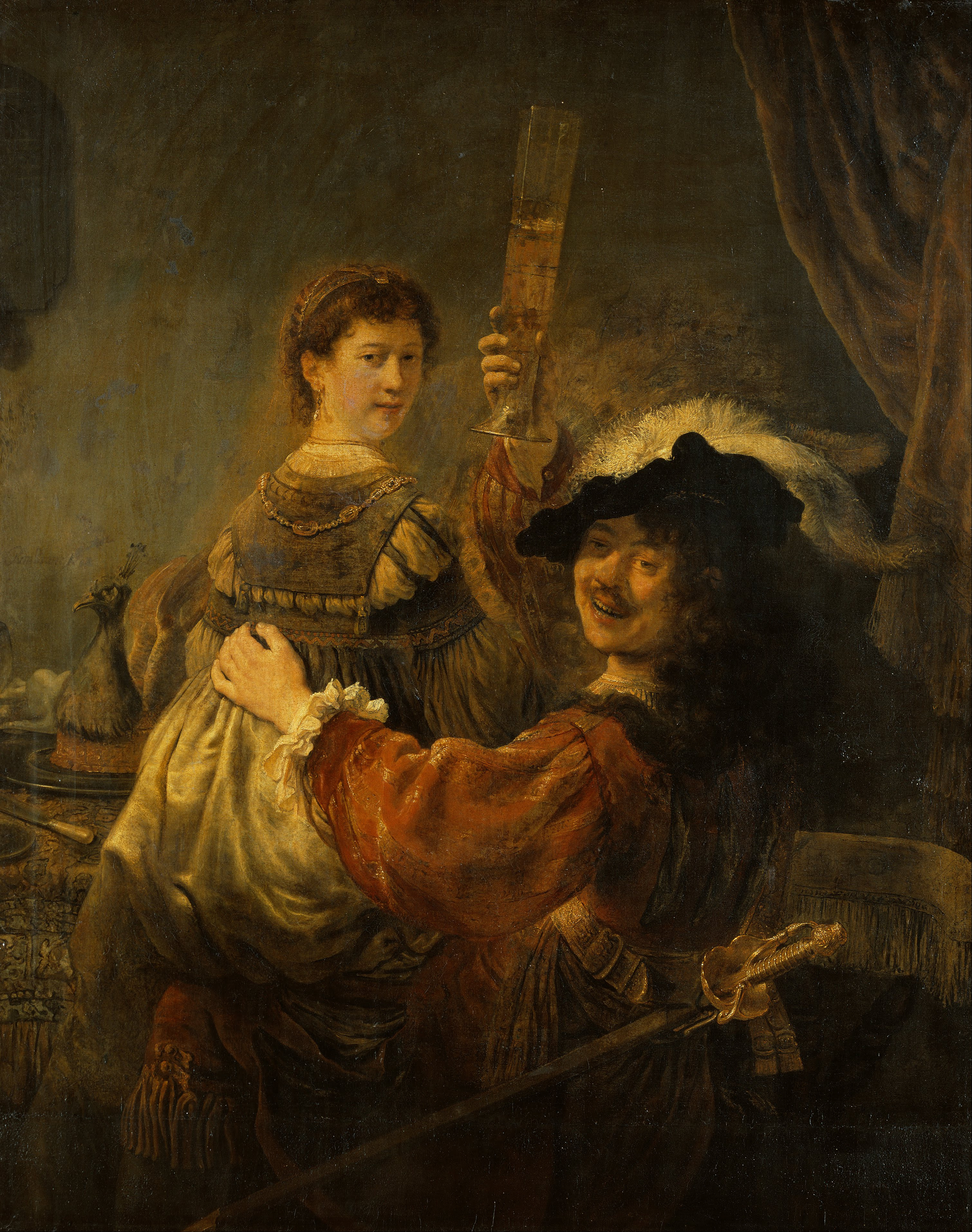
放蕩息子に扮したレンブラントとサスキア（1635年頃、ドレスデン国立古典絵画館)